# ارزش‌شناسی
ارزش‌شناسی (به انگلیسی: Axiology)، مطالعهٔ فلسفی ارزش است. ارزش‌شناسی یا عبارتی جامع برای اخلاق و زیبایی‌شناسی است یا اساس و بنیان این حوزه‌ها، و از این روی با نظریه ارزش‌ها و فرااخلاق مشابه است.
ارزش‌شناسی عمدتاً دو گونه از ارزش‌ها را مورد مطالعه قرار می‌دهد: اخلاق و زیبایی‌شناسی. اخلاق به بررسی مفاهیم «درست» و «خوب» در رفتار فردی و اجتماعی می‌پردازد. زیبایی‌شناسی به مطالعهٔ مفاهیم «زیبایی» و «هارمونی» می‌پردازد.